# Grubb Anders Jonsson
Grubb Anders Jonsson  (1891-1975) från Bjuråker i Hälsingland, även kallad "Grubb-Ante" eller "Bryggarn", var spelman och läskedrycksbryggare. 

## Biografi
Stordelen av Jonssons låtrepertoar var efter Mattias Blom, som han också spelade en hel del med, inklusive ett antal låtar efter Hultkläppen. Låtarna var vanliga i Dellenbygden men den traditionsmedvetne Jonsson bevarade dem från den utslätning av lokala spelstilar, så kallade speldialekter, som i många fall skedde under spelmansrörelsen kring sekelskiftet 1900. Tack vare att Sven Härdelin spelade in honom räddades en stor del av Dellenbygdens äldre spelmanstradition. 
Kända traditionsbärare idag är Thore Härdelin (d.y.), Britt-Marie Swing, Hans-Olov Olsson och Johan Ask. 
Inspelningar av låtarna finns bland annat hos Svenskt visarkiv, Hälsinglands folkmusikarkiv och på musikalbumen, "Spelmanslåtar från Hälsingland", "Kniviga låtar tillägnade länsman i Delsbo", "Thore Härdelin som Hultkläppen" och "Bland Winblad och Tulpan". Sven Härdelin utformade en utförlig "låtskola" med en del av låtarna. 
Jonsson hade sedan unga år ett stort intresse för hembygden och dess äldre folkmusik och han var med att bilda det lokala spelmanslaget samt tog initiativet till att år 1952 starta traditionen med en spelmansstämma i Delsbo varje sommar. Han skrev också ett antal artiklar om musik i årsskriften Hälsingerunor. I samband med Delsbo-stämman 1970 blev han också filmad av filmaren Erik Eriksson för dennes dokumentärer "Sånger och låtar från Hälsingland" samt "Spelmansstämma i Delsbo".

## Inspelningar och uppteckningar
- Svenskt visarkiv
- Hälsinglands folkmusikarkiv, extern länk
- Härdelins låtskola med musikillustrationer (låtar spelade och upptecknade av Sven Härdelin)

## Filmografi
- "Sånger och låtar från Hälsingland" filmad av Erik Eriksson (1970)
- "Spelmansstämma i Delsbo" filmad av Erik Eriksson (1970)